# إليشكا بيزينوفا
إليشكا بيزينوفا (مواليد 19 فبراير 1996) لاعبة تزلج على الجليد تشيكية، هي بطلة كأس ايدوسبورت لعام 2019 ، وبطلة كأس رأس السنة الجديدة لعام 2014 ، وبطلة كأس سانتا كلوز لعام 2015 ، وبطلة أربعة مواطنين مرتين (2014 ، 2018) ، وبطلة تشيكية وطنية ثماني مرات (2012 ، 2014-2016 ، 2018-2021). شاركت في الجزء الأخير في ثماني بطولات ، بما في ذلك ثلاث بطولات عالمية.

## روابط خارجية
- إليشكا بيزينوفا في الاتحاد الدولي للتزلج